# 施特爾河
53°49′15″N 9°23′30″E / 53.82083°N 9.39167°E
施特爾河（德語：Stör，發音：[ʃtøːɐ̯] ⓘ）是德國的河流，位於石勒蘇益格-荷爾斯泰因州，屬於易北河的右支流，河道全長87公里，發源自新明斯特以東，流經凯灵胡森和伊策霍，最終注入格吕克施塔特。